# Botrucnidiata damasi
Botrucnidiata damasi is een Cerianthariasoort uit de familie van de Botrucnidiferidae. De wetenschappelijke naam van de soort is voor het eerst geldig gepubliceerd in 1932 door Leloup.